# Kovilovo
Kovilovo es un pueblo ubicado en la municipalidad de Negotin, en el distrito de Bor, Serbia.

## Superficie
Posee una superficie de 12,46 kilómetros cuadrados.

## Demografía
Hasta 2011 la población era de 292 habitantes, con una densidad de población de 23,44 habitantes por kilómetro cuadrado.